# 1867 en santé et médecine
| Années de la santé et de la médecine : 1864 - 1865 - 1866 - 1867 - 1868 - 1869 - 1870    |
| Décennies de la santé et de la médecine : 1830 - 1840 - 1850 - 1860 - 1870 - 1880 - 1890 |

Cet article présente les faits marquants de l'année 1867 en santé et médecine.

## Événements
- 12 avril : mort de William Bullock, inventeur d'une presse rotative à grande vitesse. Voulant ajuster une courroie sur sa poulie d’entraînement d’un coup de pied, il se fait prendre la jambe droite, qui est brisée. Quelques jours plus tard une gangrène se déclare, et il meurt pendant l’opération d’amputation[1].
- 31 août : mort de Charles Baudelaire des suites d'un accident vasculaire cérébral, survenu à Namur un an et demi plus tôt, qui l'avait laissé aphasique[2].

## Publication
- Henry Maudsley (1835-1918) publie The Physiology and Pathology of the Mind[3].

## Naissance
- 15 juillet : Jean-Baptiste Charcot (mort en 1936), médecin et explorateur des zones polaires français.

## Décès
- 17 janvier : Jacques-Amand Eudes-Deslongchamps (né en 1794), médecin, naturaliste et paléontologue français.
- 18 janvier : Hermann Askan Demme (né en 1802), médecin germano-suisse.
- 23 juin : Armand Trousseau (né en 1801), médecin clinicien et homme politique français, mort d'un cancer gastrique[4] dont il avait lui-même fait le diagnostic six mois plus tôt devant l'apparition d'une thrombose veineuse du membre supérieur (nommée plus tard en son honneur le syndrome de Trousseau dans le cadre d'une hypercoagulabilité para-néoplasique). Il a ce mot célèbre : « Je suis perdu, une phlébite qui vient de se déclarer cette nuit ne me laisse plus aucun doute sur la nature de mon mal. »
- 24 août : Alfred Velpeau (né en 1795), anatomiste et chirurgien français.